# Bithynia radomani
Bithynia radomani е вид охлюв от семейство Bithyniidae. Видът не е застрашен от изчезване.

## Разпространение и местообитание
Разпространен е в Албания и Черна гора.
Обитава сладководни басейни и реки.